# Рибейран (Вила-Нова-ди-Фамаликан)
Рибейра́н (порт. Ribeirão) — населённый пункт и район в Португалии, входит в округ Брага. Является составной частью муниципалитета Вила-Нова-ди-Фамаликан. Находится в составе крупной городской агломерации Большое Минью. По старому административному делению входил в провинцию Минью. Входит в экономико-статистический субрегион Аве, который входит в Северный регион. Население составляет 8298 человек на 2001 год. Занимает площадь 10,91 км².
Покровителем района считается Святой Мамед (порт. São Mamede).